# Henry Oberholzer
Henry Arthur Oberholzer (ur. 12 kwietnia 1893 w St. Pancras w Londynie, 20 marca 1953 w Newport) – brytyjski gimnastyk, medalista olimpijski.

## Kariera sportowa
Uczestniczył w rywalizacji na V Letnich Igrzyskach olimpijskich rozgrywanych w Sztokholmie w 1912 roku, gdzie startował w jednej konkurencji gimnastycznej. W wieloboju drużynowym w systemie standardowym uzyskując z drużyną 184,50 punktu (średnia na jednego zawodnika: 36,90 punktu), zajął trzecie miejsce, przegrywając z drużyną włoską i węgierską.